# Ivor Campbell
Ivor Campbell (11 de enero de 1898-1 de septiembre de 1971) fue un deportista canadiense que compitió en remo como timonel. Participó en los Juegos Olímpicos de París 1924, obteniendo una medalla de plata en la prueba de ocho con timonel.

## Palmarés internacional
| Juegos Olímpicos | Juegos Olímpicos | Juegos Olímpicos | Juegos Olímpicos |
| Año              | Lugar            | Medalla          | Prueba           |
| ---------------- | ---------------- | ---------------- | ---------------- |
| 1924             | París (Francia)  | Medalla de plata | Ocho con timonel |